# WTA Challenger de Concord
O WTA Challenger de Concord – ou Thoreau Tennis Open, na última edição – foi um torneio de tênis profissional feminino, de nível WTA 125.
Realizado em Concord, no nordeste dos Estados Unidos, estreou em 2021 e durou duas edições. Os jogos eram disputados em quadras duras durante o mês de agosto.

## Finais

### Simples
| Ano  | Campeã          | Vice-campeã    | Resultado     |
| ---- | --------------- | -------------- | ------------- |
| 2022 | Coco Vandeweghe | Bernarda Pera  | 6–3, 5–7, 6–4 |
| 2021 | Magdalena Fręch | Renata Zarazúa | 6–3, 7–64     |

### Duplas
| Ano  | Campeãs                          | Vice-campeãs                         | Resultado         |
| ---- | -------------------------------- | ------------------------------------ | ----------------- |
| 2022 | Varvara Flink Coco Vandeweghe    | Peangtarn Plipuech Moyuka Uchijima   | 6–3, 7–63         |
| 2021 | Peangtarn Plipuech Jessy Rompies | Usue Maitane Arconada Cristina Bucșa | 3–6, 7–65, [10–8] |